# Khuriltai
De khuriltai is een vroege democratische vorm van bestuur onder Turkse en Mongoolse volkeren. Het bestaat uit een algemene vergadering van clanleiders om tot overeenstemming en gezamenlijk bestuur te komen. In tijden van oorlog werden door de khuriltai ook de gezamenlijke politieke leiders gekozen en werd er de militaire strategie bepaald. 
Deze vorm van bestuur is waarschijnlijk ontstaan in noordoost Azië als gevolg van de afbakening van grondgebied tussen verschillende nomadische volkeren. Multi-etnische nomadische confederaties zoals de Xiongnu en de Hunnen hadden ook een vorm van khuriltai nodig om de eenheid van hun rijk te garanderen tegenover buitenstaanders. In het Mongools verwijst de stam van het woord naar een 'bruiloft' of 'feest', wat er op kan duiden dat het is ontstaan als een familieaangelegenheid waar de belangrijke beslissingen over financiën werden genomen als de nomadische gezinnen elkaar troffen voor bruiloften in de lente. Vergelijkbare familiestructuren bestaan ook tegenwoordig nog in onder andere Turkije, Mongolië en Korea.
De belangrijkste khuriltai in de geschiedenis van de Turkse en Mongoolse volkeren was die waar Dzjengis Khan werd verkozen tot leider van het Mongoolse rijk, waarna hij en zijn nageslacht in korte tijd een groot deel van de aarde veroverde. Als er een nieuwe khagan gekozen moest worden, waren alle afstammelingen van de huidige khagan verkiesbaar. Omdat voor hen deelname aan de khuriltai verplicht was, werden veldtochten ervoor onderbroken. Op die manier was bijvoorbeeld Batu in 1242 genoodzaakt zich vanuit Hongarije terug te trekken naar Karakorum, de hoofdstad van het rijk.
Er waren ook minder belangrijke khuriltais, bijvoorbeeld voor de keuze voor een generaal voor een legeronderdeel, aanwezigheid hierbij was geen verplichting voor alle leiders. 